# Insel Air
Insel Air International B.V. (Insel Air) fue una aerolínea con sede en Maduro Plaza, Willemstad, Curazao. Su base de operaciones se encontraba en el Aeropuerto Internacional Hato de Curazao. El logo de Insel Air incluye una estrella grande y una pequeña, ambas en color amarillo que representan a Curazao y a Pequeña Curazao, que es una pequeña isla cercana perteneciente a Curazao. 
El 25 de febrero de 2019 mediante un comunicado suspendieron indefinidamente todas sus operaciones luego de que su último avión en uso, un Fokker 50 presentara fallas técnicas, esto, sumado a sus muchos problemas financieros que le llevaron a perder su Certificado de Operador Aeronáutico y entrar en bancarrota.

## Historia
Insel Air fue una iniciativa privada que reconoció la necesidad y la importancia de una línea aérea basada en Curazao y de propiedad para proporcionar un servicio de calidad confiable a otros destinos por un precio razonable.
La aerolínea inició operaciones en agosto de 2006 con un Embraer 100-P1 Bandeirante. El primer vuelo fue a la vecina isla de Aruba. Poco después de los vuelos diarios a Aruba, Insel Air comenzó con vuelos a la otra isla vecina de Bonaire y luego a Las Piedras en Venezuela.
En enero de 2007 servía a algunos destinos de las islas del Caribe desde Sint Maarten con un MD-83, y desde junio de 2008 también ofrece servicio con un MD-82. Ese mismo año también se añadió un nuevo destino, Miami, desde Curazao y Bonaire.
En septiembre de 2009, Insel Air recibió un segundo MD-82. El avión llegó a Curazao con la matrícula N434AG y también con el nuevo logotipo. El avión fue posteriormente re-registrado como PJ-MDC. El 4 de diciembre de 2009, recibió su cuarto MD-80 para su flota.
Entre 2010 y 2014 Venezuela llegó a ser una de las principales fuentes de turistas. Insel Air en 2010, trasladó 44.322 turistas, una cifra solo superada por las de pasajeros procedentes de Estados Unidos y los Países Bajos, la afluencia se mantuvo en alza. Para 2014 fueron 105.083 visitantes. Al año siguiente, comenzó un declive en forma simultánea a la restricción a los cupos de viajeros, implantado por Nicolás Maduro, la aerolínea no tendrían acceso a dólares preferenciales para la venta de sus boletos ni para los gastos de funcionamiento.
En 2017, la aerolínea entra en bancarrota. La aerolínea se declaró en quiebra en febrero de 2019, y dejó en la calle a 96 empleados. El experto de la firma VanEps, Rogier van den Heuvel determinó en un informe de marzo de 2024 reveló que se había contratado a un bufete de abogados en Venezuela para agilizar el cobro de los pasivos contraídos por la extinta Cadivi. InselAir tiene más de 21,7 millones de dólares en cuentas por cobrar, activos fijos financieros por más de 51,4 millones de dólares, y “equipos de vuelo” valorados en 11,9 millones de dólares.

## Acuerdos de Insel Air
Insel Air no pertenecía a ninguna alianza, pero tuvo acuerdos con las siguientes aerolíneas:
- Air France
- Avianca
- Caribbean Airlines
- Gol Linhas Aéreas
- Hahn Air
- KLM
- LIAT
- Seaborne Airlines
- Winair

## Librea
Insel Air tenía una simple librea. El fuselaje de sus aviones era todo blanco con el logotipo junto a la salida principal. La cola era de color azul marino con una línea curva amarilla que fluye horizontalmente en la cola, también incluyó dos estrellas blancas que representaban a Curazao y a Klein Curazao o "Pequeña Curacao". La cola de los aviones representaba la bandera nacional de la isla de Curazao. Los aviones Embraer 110 tenían una cola de color más oscuro y una línea más gruesa y más curva que la de los MD-80. La flota de MD-80 contaron con la actualización de la nueva librea, mientras que la flota de los Embraer 110 tenían la vieja librea, se desconoce si van a recibir la actualización de la nueva libre pronto.
La nueva flota que consta de 4 Fokker 50 contenía un logotipo con el nombre de Aruba (lo mismo que Tiara Air, como parte del acuerdo de las dos compañías y del gobierno de Aruba), ya que estos aviones operaron bajo la nueva empresa Insel Air Aruba.

## Destinos
A diciembre de 2018 Insel Air cubría 6 destinos regulares a El Caribe y el norte de América del Sur:
| Países     | Destinos    | Aeropuertos                                 | Nota           |
| ---------- | ----------- | ------------------------------------------- | -------------- |
| Aruba      | Oranjestad  | Aeropuerto Internacional Reina Beatrix      | HUB secundario |
| Bonaire    | Kralendijk  | Aeropuerto Internacional Flamingo           |                |
| Curazao    | Willemstad  | Aeropuerto Internacional Hato               | HUB            |
| San Martín | Philipsburg | Aeropuerto Internacional Princesa Juliana   |                |
| Surinam    | Paramaribo  | Aeropuerto Internacional Johan Adolf Pengel |                |

### Vuelos chárter y estacionales
| Ciudad           | País                 | Aeropuerto                             | Nota    |
| ---------------- | -------------------- | -------------------------------------- | ------- |
| Ciudad de Panamá | Panamá               | Aeropuerto Internacional de Tocumen    | Chárter |
| Punta Cana       | República Dominicana | Aeropuerto Internacional de Punta Cana | Chárter |